# Anna Trąbska
Anna Trąbska – polska strzelczyni, medalistka mistrzostw Europy juniorów.
Występowała w klubie AZS LOK Częstochowa, była w 1999 roku złotą i srebrną medalistką mistrzostw Polski Ligi Obrony Kraju w strzelaniu z pistoletu pneumatycznego i pistoletu sportowego. Zdobywała także medale akademickich mistrzostw Europy.
Największym międzynarodowym osiągnięciem Anny Trąbskiej było srebro w pistolecie pneumatycznym z 10 metrów, wywalczone w drużynie na mistrzostwach Europy juniorów w 1995 roku. Oprócz niej w składzie ekipy znalazły się Justyna Opala i Sylwia Korycka. Wynik Trąbskiej (365 punktów) był najsłabszym rezultatem polskiej drużyny, a w zawodach indywidualnych pozwolił jej zająć 28. miejsce. W tej samej konkurencji pojawiła się na starcie mistrzostw Europy juniorów rok wcześniej, kiedy to uplasowała się na 30. pozycji, zdobywając 361 punktów.